# Uhowo (przystanek kolejowy)
Uhowo – przystanek kolejowy w Uhowie, w gminie Łapy, w powiecie białostockim, w województwie podlaskim, w Polsce. Składa się z jednego wyspowego nieutwardzonego niskiego peronu o nieregularnym kształcie i długości 131 metrów. Wyposażony jest w oświetlenie, niewielką wiatę dla podróżnych oraz gablotę z rozkładem jazdy pociągów. Na południowo–zachodnim jego krańcu znajduje się budynek
Przystanek jest obsługiwany przez pociągi regio spółki Polregio relacji Białystok – Szepietowo – Białystok. Tabor wykorzystywany w tych połączeniach to elektryczne zespoły trakcyjne serii EN57/EN57AL. Według rozkładu jazdy 2019/20 w dzień roboczy uruchamianych było 11 par takich połączeń, natomiast czas przejazdu do/z Białegostoku wynosił 23–24 minuty. Od 2020 roku w związku modernizacją linii kolejowej nr 6 większość pociągów regionalnych zostało zastąpionych zastępczą komunikacją autobusową, której pojazdy zatrzymują się na przystanku PKS przy kościele św. Wojciecha w Uhowie, ok. 350 metrów od peronu. Ponadto w związku z ograniczeniem połączeń regionalnych związanych z modernizacją linii na przystanku zatrzymują się wybrane pociągi dalekobieżne spółki PKP Intercity.

## Ruch pasażerski[5]
| Rok  | Wymiana pasażerska na dobę |
| ---- | -------------------------- |
| 2017 | 0-9                        |
| 2018 | 0-9                        |
| 2019 | 0-9                        |
| 2020 | 0-9                        |
| 2021 | 0-9                        |
| 2022 | 0-9                        |
| 2023 | 20-49                      |

## Modernizacja
26 czerwca 2020 roku PKP Polskie Linie Kolejowe podpisały umowę na modernizację odcinka linii kolejowej nr 6 Czyżew – Białystok prowadzoną w ramach projektu Rail Baltica. Prace mają potrwać do 2023 roku. W związku z planami podniesienia prędkości na szlaku kolejowym do 200 km/h i związaną z tym koniecznością likwidacji przejazdów w poziomie szyn dotychczasowy przejazd kolejowo-drogowy w sąsiedztwie peronu zostanie zastąpiony przejściem podziemnym dla pieszych, natomiast ruch drogowy przejął oddany do użytku 4 października 2021 roku i oddalony o ok. 1 km od przejazdu wiadukt nad torami w ciągu obwodnicy Uhowa, która stanowi nowy przebieg drogi wojewódzkiej nr 682.

## Galeria

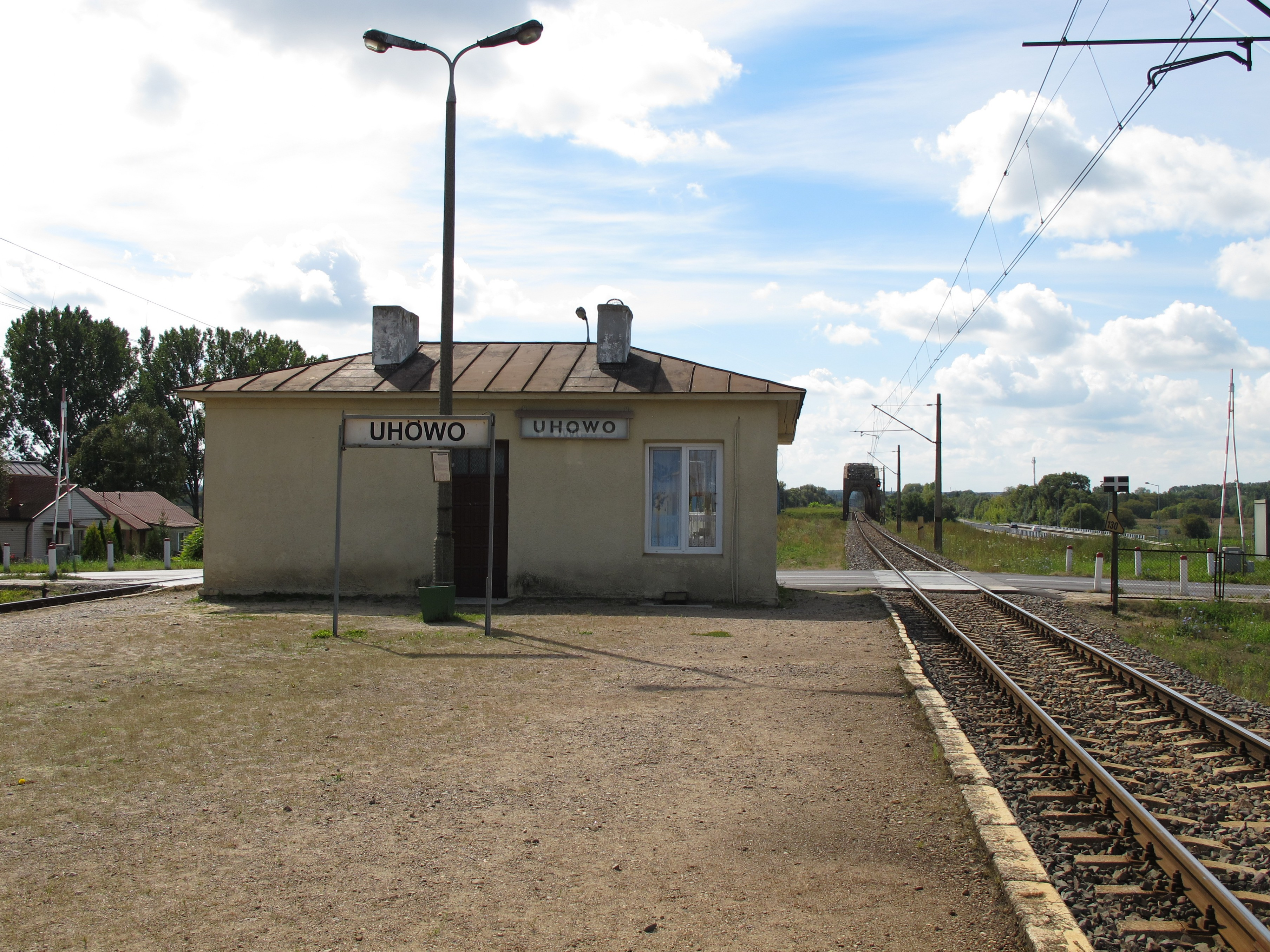
Nieistniejąca już dróżniczówka (2011)
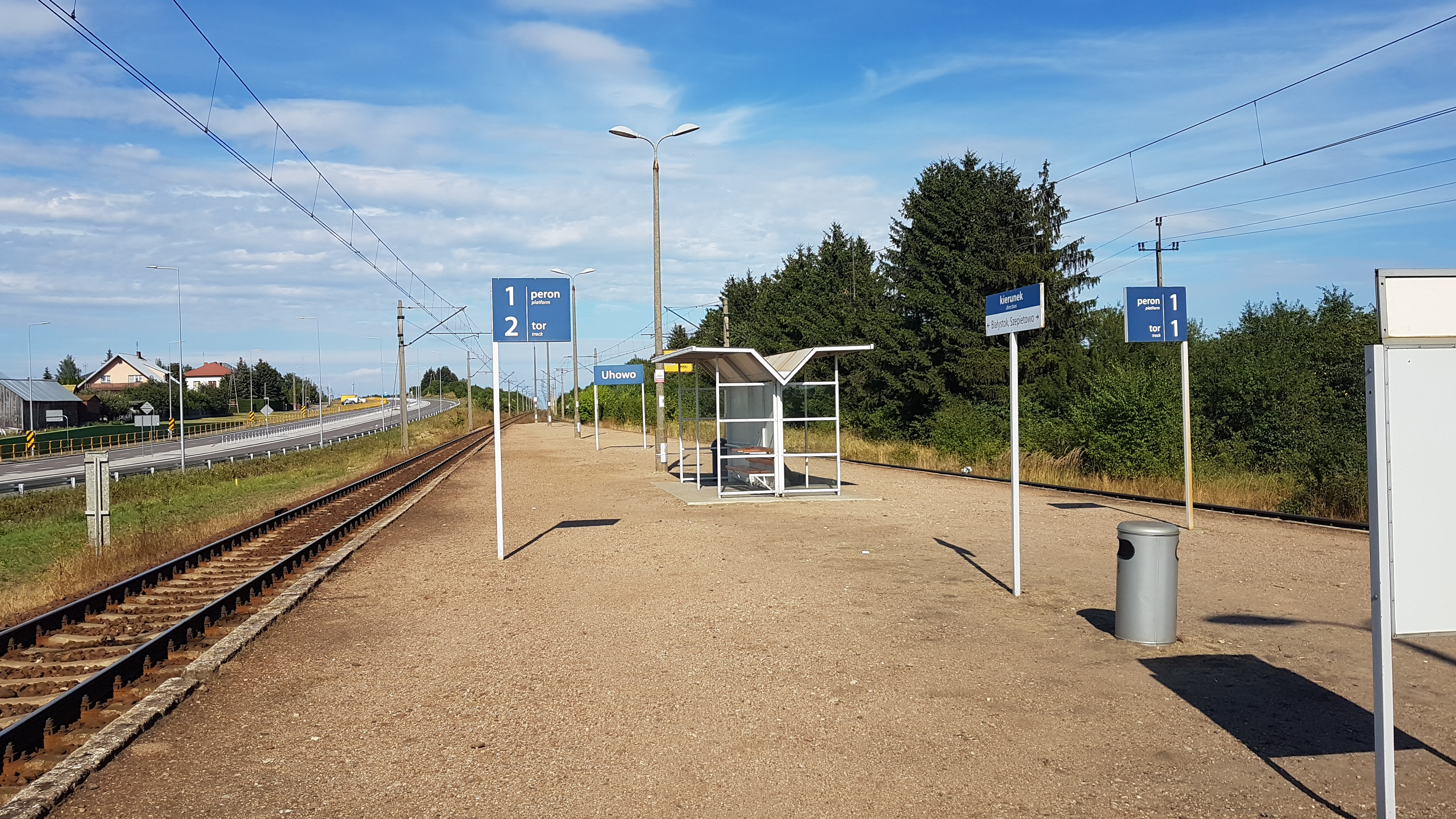
peron i wiata przystankowa (2020) przed modernizacją
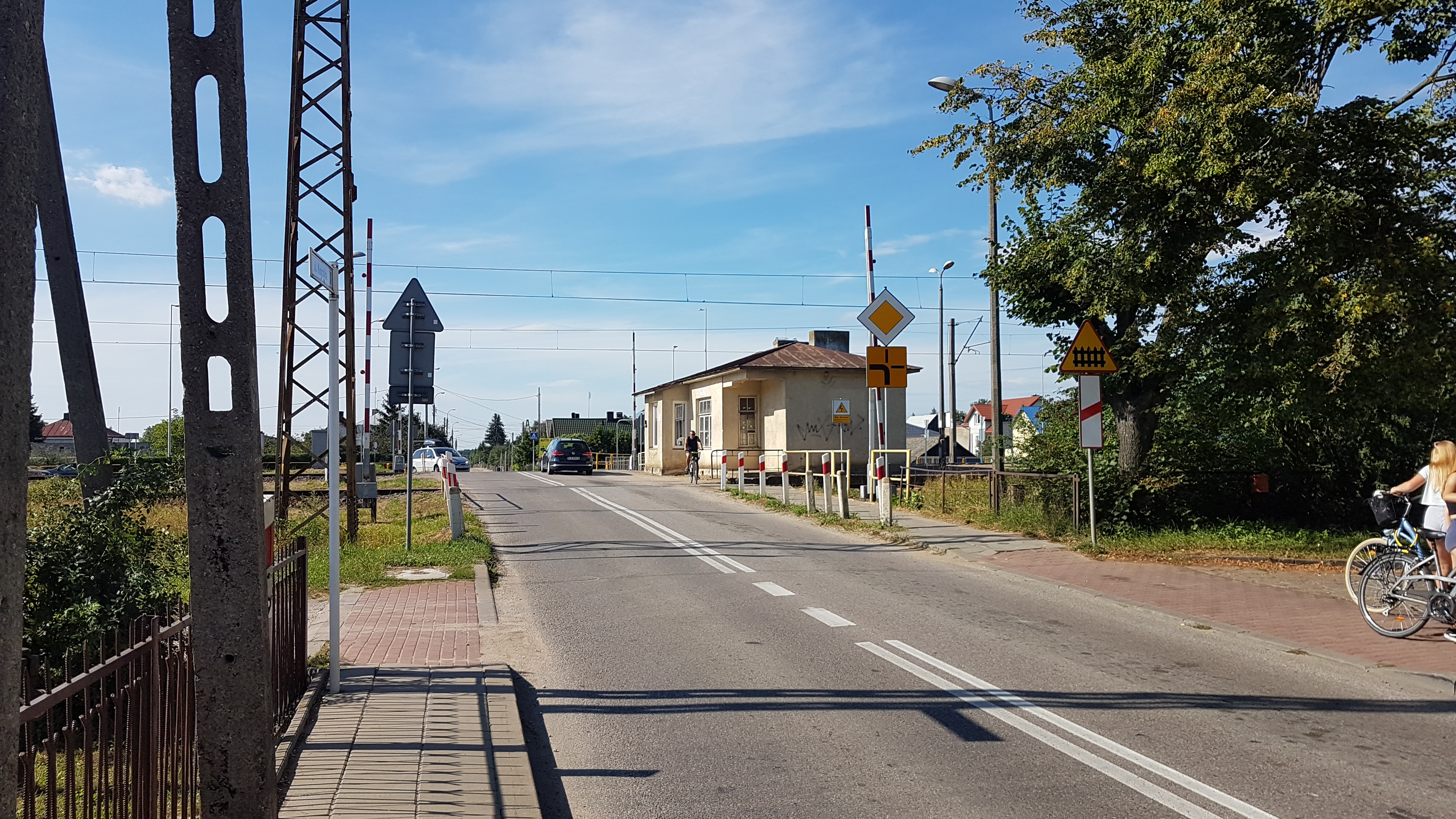
Zlikwidowany przy modernizacji z 2024 r. przejazd kolejowo-drogowy w ciągu ul. Kościelnej (2020)
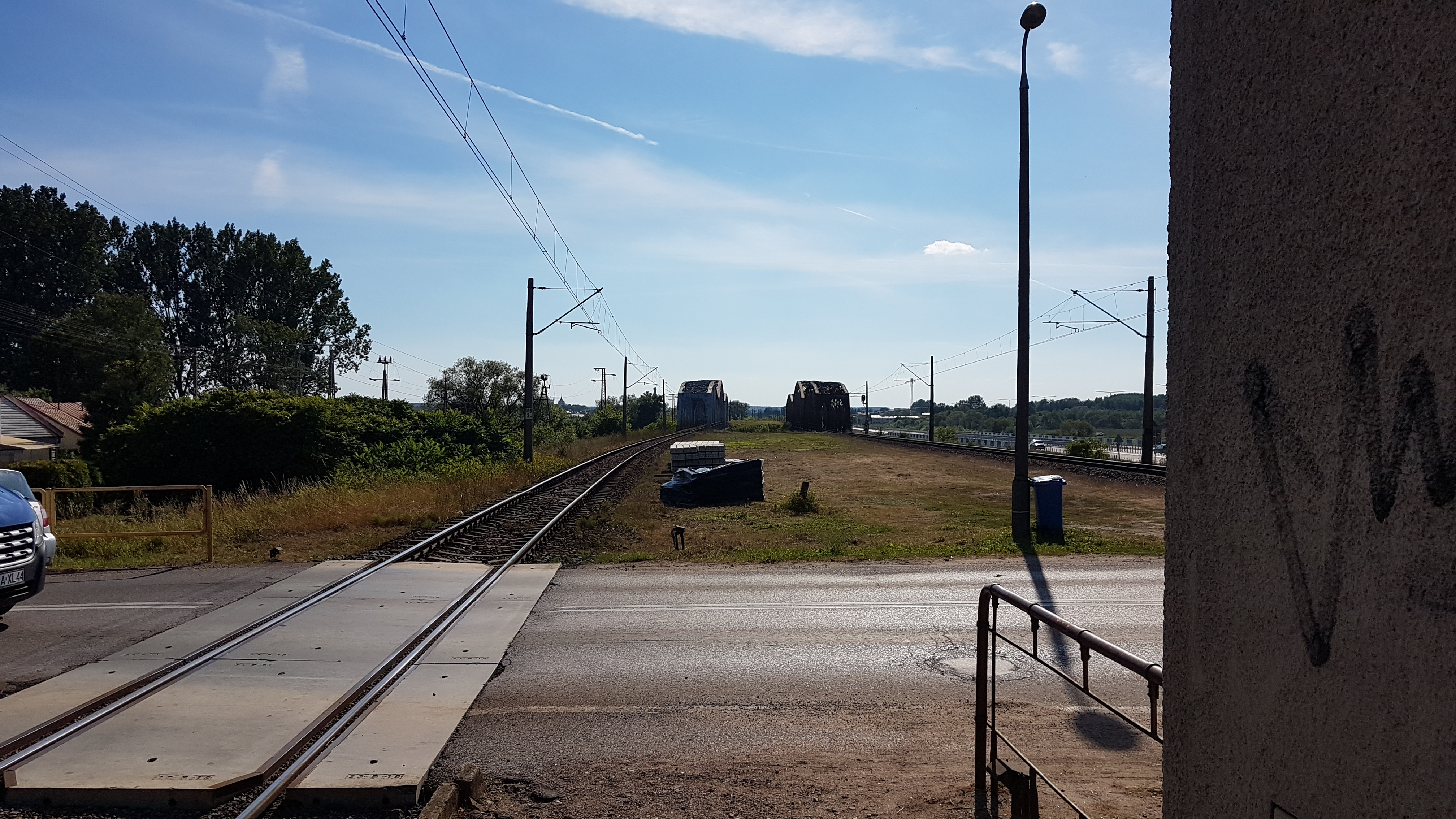
mosty nad Narwią (2020) sprzed przebudowy Rail Baltica
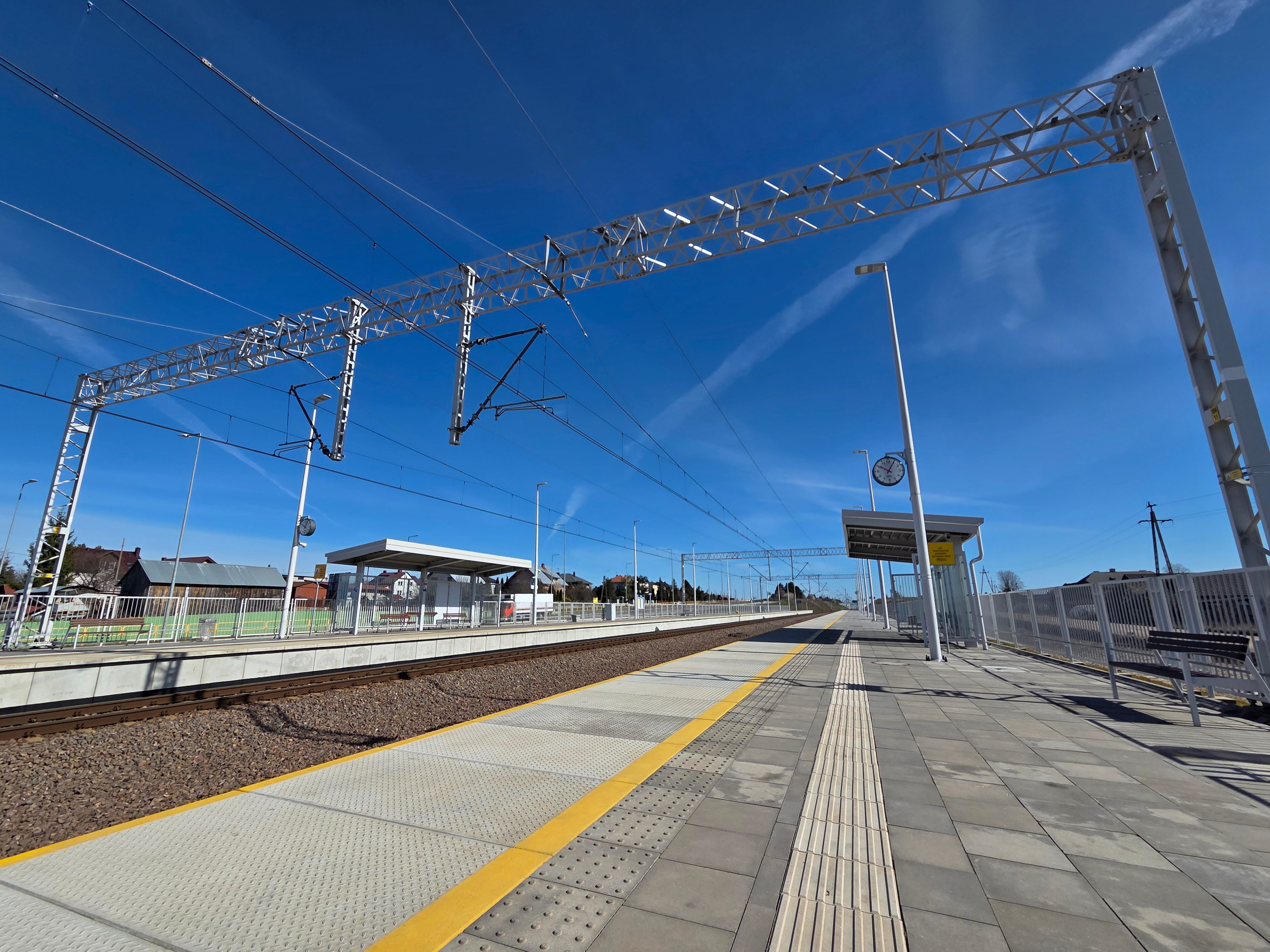
Perony po modernizacji z 2024 r., widok w kierunku Białegostoku